# Jurij Lewitin
Jurij Abramowicz Lewitin  (ros. Ю́рий Абра́мович Леви́тин; ur. 15 grudnia?/28 grudnia 1912 w Połtawie, Imperium Rosyjskie, zm. 26 lipca 1993 w Moskwie, ZSRR) – rosyjski kompozytor muzyki poważnej i filmowej, pianista. Ludowy Artysta RFSRR (1980). Laureat Nagrody Stalinowskiej (1952). 

## Życiorys
Ukończył Konserwatorium w Leningradzie w 1942 roku. Jego kariera twórcza rozpoczęła się w 1937 roku. Napisał muzykę do wielu filmów animowanych. W animacji współpracował z reżyserami: Michaiłem Cechanowskim, Borisem Diożkinem, Giennadijem Filippowem, Iwanem Iwanowem-Wano oraz Władimirem Połkownikowem.
Pochowany na Cmentarzu Wwiedieńskim w Moskwie.

## Wybrana muzyka filmowa

### Filmy animowane
- 1948: Cwietik-siemicwietik (Цветик-семицветик)
- 1949: Pan Wilk (Мистер Уолк)
- 1949: Lew i zając (Лев и заяц)
- 1950: Bajka o rybaku i rybce (Сказка о рыбаке и рыбке)
- 1950: Jeleń i wilk (Олень и Волк)
- 1952: Kasztanka (Каштанка)
- 1953: Lot na Księżyc (Полёт на Луну)
- 1954: Królewna żabka (Царевна-Лягушка)
- 1954: Brudasy, strzeżcie się! (Мойдодыр)
- 1955: Dzielny zając (Храбрый заяц)
- 1964: Kot wędkarz (Кот-рыболов)

### Filmy fabularne
- 1958: Cichy Dom (Тихий Дон)
- 1959: Śnieżna baśń (Снежная сказка)
- 1969: Wyzwolenie (Освобождение)
- 1977: Żołnierze wolności (Солдаты свободы)
- 1989: Stalingrad (Сталинград)

## Nagrody i odznaczenia
- 1952: Nagroda Stalinowska
- 1965: Zasłużony Działacz Sztuk RFSRR
- 1980: Ludowy Artysta RFSRR

Źródło